# フォーラの森砦
『フォーラの森砦〜王女とゆかいな仲間たち〜』（フォーラのしんさい〜おうじょとゆかいななかまたち〜）はテーブルトークRPG(TRPG)『セブン＝フォートレス』のリプレイ作品。ゲームマスター（GM）兼リプレイ執筆は菊池たけし。イラストはぽぽるちゃ。
『ゲーマーズ・フィールド』4th season Vol.2(1999年11・12月号）から6th season Vol.2(2001年11・12月号）まで連載された。2002年にゲーム・フィールドから単行本としてまとめられた。2004年にエンターブレインのファミ通文庫から文庫化されている。書籍化に際し連載計12回分を8話分に再編集し、ファミ通文庫版ではみかきみかこによるカラーイラスト（上巻の「オールキャスト」、下巻の「人物相関図」とあらすじ漫画）を描き足している。

## 概要
『リーンの闇砦』に続く「砦シリーズ」リプレイ第四弾として公開されたリプレイである。使用システムは『セブン＝フォートレス Advanced』だが、リプレイ後半（書籍化後の話数では第5話「ラグシアの姫君」以降）はサプリメント『セブン＝フォートレス EX』が導入された関係で、前半とはまるで別のリプレイであるかのように雰囲気が異なっている特殊な作品でもある。
『フォーラの森砦』は、『セブン＝フォートレスRPG』の「十六王紀」に代わって、『Advanced』の舞台となっている時代「七紋章紀」を背景とした初のリプレイシリーズである。高度な魔法文明が失われ、クリーチャーホールから湧き出る危険な冥魔がうろつくこの時代は、今までのリプレイで描かれていたような派手な雰囲気とはまるで異なる世界観を持つ。そこで、『Advanced』の基本である「地に足がついた冒険感覚」を紹介するために企画されたのが『森砦』である。
実際、リプレイの当初はコンセプトの通りにあまり派手すぎないレベルのダンジョンアドベンチャーをメインに展開されていったが、第5話より雰囲気ががらりと変わり、砦シリーズ定番の「世界の危機」を巡る話となりダンジョンも登場しなくなる。これは、高レベルセッションや『Advanced』で派手な物語を再現するための拡張ルールを収録したサプリメント『セブン＝フォートレス EX』が発売されるに至り、『森砦』の物語を『EX』のプレストーリーとして路線変更したためである。
リプレイ中のゲームシステムのバランス面では『Advanced』の製品版を使っているため、これまでの砦シリーズよりも高い安定性を持っているが、『闇砦』と同じくプレイヤーキャラクターの1人にハウスルール（「登場人物・用語」の「ヒュウガ＝アライアス」を参照）を適用しているために若干の荒れが見える。また、リプレイ終盤は『EX』の拡張ルールの一つ「世界の危機・一日体験コース（EXパラメーター）」が導入されたため、旧来の砦シリーズリプレイのようなパワーインフレが激しいバランスに立ち返っている。

## あらすじ
七紋章暦005年。世界中に開いた「クリーチャーホール」の影響でラース＝フェリアの各地には冥界の魔物たちが出現するようになった。
ここ、フォーラ地方でもクリーチャーホールによる被害は激しかった。特にクリーチャーホールから湧き出た冥界の瘴気により緑豊かな森が「魔の森」に変貌するという事件は重大なものとなり、多くの村や町が魔の森に飲まれて消えていった。しかも魔の森は今でもゆっくりと拡大しつづけている。
「魔の森」に飲まれて滅亡に瀕したグリューナ国の王は、魔の森を浄化する手段を探すべく、王女のティエルとメイドのシアに魔の森の探索の任を与えた。リプレイ史上屈指の小心者のへたれ勇者ヒュウガと、アルセイルから亡命してきた女好きの堕落騎士ザーフィを仲間に迎えた一行は、魔の森の探索行へでかけることになる。ダンジョン化した森や、森の奥にある遺跡などをいくつも攻略していった一行は、いつしか魔の森に隠された真実を知ることになり、否応なく世界の危機に巻き込まれていくことになる。

## 登場人物・用語

### プレイヤーキャラクター
プレイヤーによって操作するキャラクター。PC。名前の横にカッコで記述されているのはプレイヤー名である。キャラクタークラス矢印つきで複数かかれている場合は途中でクラスチェンジしたことを表す。属性についてはスラッシュをはさんで左側が第一属性、右側が第二属性となる。
なお、PCの配列はファミ通文庫版上巻巻末データパート(p266-273)に従っている。
ヒュウガ＝アライアス（田中信二）
キャラクタークラス : エクセレントウォーリア
属性 : 〈炎〉 / 〈幻〉
フォーラ地方の一角、湖のほとりに立つ小屋で余命幾ばくもない妹と二人暮らしをしている14歳の少年。とても小心者で臆病であるが、妹のサシャのためなら勇気を振り絞ることができる。
父親はフレイスの灼熱騎士団に所属していた英雄で、幼い頃は自分も勇者にあこがれる熱血少年だったが、ある時に謎の人物に「小心者になる呪い」をかけられたことにより、臆病な性格になってしまった。 呪いを表現するためにヒュウガには「恐ろしい状況になったときに精神力ジャッジに成功しないと逃げ出す」というハウスルールが特別に適用されている。
妹のサシャの病気を治すことのできる「霊薬リーフ」をグリューナ王から譲り受けることを条件に、魔の森探索行に加わる。
実はヒュウガは生まれながらにしてその魂に「星降る夜の王エンディヴィエ」の魂が同化している。このエンディヴィエの魂を目覚めさせるために魔人ファラウスは暗躍し、最終的にはエンディヴィエの魂が半覚醒してしまう。エンディヴィエの意識に侵食されつつあるヒュウガが最後にとった行動はティエルの手によって討たれる事であった。そして、「蒼き弓」の能力により人間としての部分だったヒュウガの肉体は無傷だったものの、魂を失い廃人と化してしまう。
ぽぽるちゃのティエルがディヴァインウォーリア、遠藤卓司のザーフィがヘヴィウォーリア、久保田悠羅のシアがエクスプローラーと決まった事で、最後にPCを決める立場となった田中信二は、当初周囲から「（PCのクラスは）メイジにしろ」と要求されていたが、「エクセレントウォーリアになれるかどうかチャレンジしたくなるのが人情」として、GMが「ダイスを振ってください」と言い終えないうちに（エクセレントウォーリアになるための条件である）1D6で「1」を出してしまった。この結果、本リプレイのパーティは攻撃魔法のスペシャリストであるメイジを欠く変則的な構成となったという逸話がある。

ティエル＝グリューナ（ぽぽるちゃ）
キャラクタークラス : ディヴァインウォーリア
属性 : 〈森〉 / 〈空〉
魔の森の侵食により滅びつつあるグリューナ国の17歳の王女。魔の森を浄化する方法を探すことを父王より命ぜられ、シアを供に探索行へ旅立つ。
リプレイ中は物凄い無口として描かれている。これはキャラクターが無口なのでなく、プレイヤーのぽぽるちゃが緊張の余りゲーム中にあまり発言できなかったためだが、そのせいで「物静かな女性」というイメージが強く出るキャラクターとなった。
寡黙ではあるものの決断力はズバ抜けており、物事の判断に逡巡することはほとんどない。
リプレイ中盤で、森の守護天使ラプンツェルの力が込められた「蒼き弓」を継承したことにより、否応なく大きな事件に巻き込まれていくことになる。
ヒュウガの自我がエンディヴィエの意識に侵食され出すと同時に、「蒼き弓」を継承したティエルの自我もラプンツェルの意識に侵食され出し、ヒュウガを抹消する衝動が沸くようになる。最終的に彼女はラプンツェルの意識をおさえつけるが、「僕がみんなの敵に回ったら、僕を撃って欲しい」というヒュウガとの約束を果たすべく、一人の人間・ティエル自身の意思として、敢えて「蒼き弓」でヒュウガを撃つ。
エンディングでグリューナの王位継承が決まるが、戴冠式の前夜、ザーフィからの手紙を受け、シアと共に再び旅に出る。なお『宝玉の七勇者』で一時帰国している。
幼少時にファラウス達に人質に取られた事があり（『闇砦』）、そのためファラウスに因縁を持つ。

シア＝ユウラ（久保田悠羅）
キャラクタークラス : エクスプローラー
属性 : 〈空〉 / 〈幻〉
ティエルに仕えるメイド。14歳。眼鏡とメイド服がチャームポイント。出身地は不明だが、十六王紀末期の「宝珠戦争」期に、実母からグリューナの知り合いに預けられ、そこでティエルと知り合い、彼女のメイドとなった。
「うぐぅ」「うにゅ〜」「あう〜」という頭のゆるそうなことばっかり発言する小娘だが、実はかなり計算高く、ダンジョン探索や戦闘ではパーティーの司令塔として活躍する。また、ダンジョンにおいては罠の見極めといったエクスプローラーのスキルが必須であるため、彼女の役割は必然的に大きくなる。だが行為判定のダイス目がなぜか異常に悪く、せっかくの計算やら罠判別の判定やらがファンブルで全て瓦解するというのが恒例のパターンになっている。ファミ通文庫版のPC紹介では「史上最強ファンブルメイド」と呼ばれていた。

ザーフィ（遠藤卓司）
キャラクタークラス : ヘビィウォーリア
属性 : 〈氷〉 / 〈炎〉
アルセイルからの亡命騎士で、通称「不凍湖の騎士」。26歳の男性。頭のバンダナがトレードマーク。
騎士道的ロマンに生きる男で、ハードボイルドを気取っている。また、美しい淑女との熱いロマンスというものに憧れており、自分にロマンを感じさせてくれるような高貴な女性を護るための騎士になりたいと放浪の旅を続けている。ただし、高貴な女であっても（当人曰く）「ガキには興味はない」。
宝珠戦争にある騎士のスクワイア（従者）として初参戦したベテランで、かつてのアルセイル地方の女王であったユーフォリアに仕える「旧・氷魔騎士団」の一員であった。そのため氷導王に仕える現在の氷魔騎士団とは対立している。だが非常に女癖が悪く、アルセイルの貴族の淑女（人妻）に手を出そうとしたために現氷魔騎士団から追われてしまい、アルセイルを出奔するハメになってしまった。そしてグリューナの東にある市場の街フェイルで、自分たちに随伴する勇者を募っていたティエル、シアと出会い、ティエルの傭兵となった。戦闘では主戦力として活躍するが、魔法への耐性が低い。
事件終息後、ルシアから「フレイスに魔王の欠片があり、それが何者かによって解放されようとしている」の情報を受け、「魔王の欠片を追っていけば、ヒュウガの魂ともまた出会える」との考えのもとにフレイスへ旅立った（その際、ティエルにこの情報を記した手紙を送っている）。

### ノンプレイヤーキャラクター
GMが操作するキャラクター。NPC。
サシャ＝アライアス
ヒュウガの妹。13歳。幼い頃より不治の病に犯されており余命いくばくもない。リプレイに登場するシーンでは頻繁に吐血している、自宅の内壁がどす黒い色なのは、全て彼女の吐血した跡らしい。
両親はすでに亡く、ヒュウガがサシャの面倒をみている。ヒュウガはグリューナ原産の「どんな病気でも治す霊薬『リーフ』」を受け取ることを条件にティエルの探索行に参加した。ただし、グリューナ王は「明確に大きな成果をみせるまではリーフは渡せない」として、いわばサシャを人質にする形でヒュウガをこきつかっていた。なお、ヒュウガが冒険している間はグリューナ城でメイドたちによって看病されていたようである。
兄思いの性格で、自分のせいで兄が苦労していることに心を痛めている。
実はサシャの寿命はすでに尽きており、彼女の魂は天に召されている。現在、彼女の生命を保っているのはファラウスが捨て去った「善の魂」であり、それゆえにファラウスとサシャは生命がつながっている。ファラウスを殺すことはサシャを殺すことにつながるため、サシャの存在はファラウスにとってのヒュウガに対する切り札になっていた。逆にサシャが死ねば「善の魂」も消滅する為、ファラウスの力は大きく減ずることになる。
終盤においてファラウスに拉致され、PC一行に対する抑えとして利用されてしまう。自分のせいで兄が苦戦するのを見て取った彼女は自分の胸を短剣で突く。しかし一命を取り止め（ザーフィはファラウスが助けたのではないかと推測している）、エンディングでグリューナ王からリーフを十年分渡され、病も快方に向かっており、廃人になってしまったヒュウガを介護して暮らしている。

パセリ
ティエルのペット。「サイレントキラー」と呼ばれる巨大カマキリのモンスターである。元々は森の近辺にある村を襲っていた怪物で第3話「複眼の魔物」のラスボスであった。PCたちはグリューナ王からの依頼でサイレントキラー退治に森の奥へと入っていくのだが、最終的にティエルが持つ特殊能力《属性能力[神－森]》の力で仲間として服従させてしまった。ヘビィウォーリア2人分という結構な強さを持つクリーチャーだったため、PCたちには重宝された。名付け親はティエル。

グリューナ王
ティエルの父。名は不明。すでに壮年の域に入った男性で、父親というより祖父に近い。年をとってからできた子供なためかティエルを溺愛している。
若い頃に使っていた愛剣が登場するが、シアが借金返済のために断りなく売ってしまい、落ち込んでいた。
ティエルの前では好々爺の印象を見せるが、政治家として冷徹な一面も持つ。アライアス兄妹の真実やファラウスの暗躍を察知しており、そのためにあらゆる手段を打っている。一見サシャを人質にヒュウガをこき使っていたように見えるのは、兄妹の保護とヒュウガの覚醒の阻止のためであり（事実、ヒュウガが魔王として覚醒し始めた時は暗殺部隊を差し向けている）、ティエルに「蒼き弓」を持ち帰らせたのは、ファラウスがヒュウガに接触するか、ヒュウガが覚醒したかのいずれかの事態が生じた時に、ティエルにヒュウガを討たせるためであった。そして何よりも、魔の森焼却というルシアの要求を拒み続けたのは、魔の森の真実を知っているがゆえに、ルシアの計画は破局的事態を導くと見抜いていたためであった。
エンディングでティエルに王位を譲り隠居を決めたが、戴冠式前夜にティエルが出奔する姿を見届け、自身の復位を決める。

謎の仮面魔導師
幼い頃にヒュウガに「小心者の呪い」をかけた謎の男。森の探索行の仲間になったヒュウガの前に再び現れ、自分に協力するように恫喝を行い、しつこく付きまとう。
その正体は『リーンの闇砦』で生死不明となっていたファラウスである。前作において「魂を吸い取る短剣」に善の魂を吸い取られたため今では完全な悪の魔人と化している（前作最終回でアイラザード＝テトラシェードを助けようとしたのは、わずかに残っていた善の魂の欠片の働きだったが、本作ではそれも消えている）。彼がヴェイラーの爆発から助かったのは、ヴェイラー破壊のためにPCとは別に潜入していた灼熱騎士団の騎士（ヒュウガとサシャの父親）に助けられたからである。ファラウスは命を助けられたことと引き換えに、短剣に封じ込められていた自分の「善の魂」を騎士の娘＝サシャに移植し、その命をながらえさせた。その際にヒュウガとも出会い、彼が魔王エンディヴィエを封印している魂の持ち主であることに気づき、時が来たらそれを目覚めさせるべく影からヒュウガの動向をずっと見守っていたのである。ヒュウガに「小心者の呪い」をかけたのは、魂が目覚める時期になる前に無謀な冒険をして死なれると困るからであった。

ルシア＝トゥエル・ウィル＝エクサージュ
グリューナの隣国にあたる軍事国家「ラグシア新皇国」の女帝。14歳という若年であるが、王族としての強いプライドを持ち、国と民を護ろうとする意思は強い。森を傷つけずに浄化する方法を当てもなく探しつづけているグリューナ王を現実を見ていない理想家として糾弾しており、魔の森を焼き払うことでかつての自然を取り戻す計画を進めている。
勝気で強引な性格をしており、どんな目にあっても自分の信念を曲げようとはしない頑固者。また、子供扱いされることを極端に嫌う。
ザーフィを気に入り自分の騎士として取り入れようとするが、小娘であることを理由に袖にされている。その反動もあってか以後ザーフィに強い執着心を見せるようになる。
リプレイ後半ではグリューナの意向を無視して魔の森を焼き払うためにグリューナへと強引に進軍を行った。しかしその結果、「フォーラの森砦」を取り込んだ「魔王の翼」を地上に出現させてしまう。冥魔に呑まれる寸前でザーフィに救出された後は、グリューナ王の真意を理解しようとしなかった自身を反省し、世界の命運をPCたちに委ねラグシアに帰国する。

リ・ラスィ・シェフィールド
魔の森に住む賢者、という役割で登場。相変わらず重要な助言をPC達に与えるが、竪琴をかき鳴らしながら現れたり、ティエルやシアを見て「美しいお嬢さん方だ･･････だが、私はもっと美しい」と言い放つなど、ナルシストっぷりは健在である。

### その他の登場人物・用語など
グリューナ族
グリューナ国に住む住民たちのこと。森と共存する民であり、森が瘴気に侵されて「魔の森」になった現在も土地を棄てることが出来ず、魔の森を浄化し元の恵みある森に戻すことを悲願とする。
グリューナは十六王紀の時代には十六都市国家評議会のメンバーであり、かつては「聖樹」と呼ばれる大木を中心に都市が展開されていたが、宝珠戦争終局後に発生した「大破局」（もしくは「大崩壊」）と呼ばれる災厄で聖樹が倒壊。これによって領土のほとんどがクリーチャーの巣窟と化し、七紋章紀初頭現在は生き残った王家を中心に僅かな人々が部族的集団を形成している。

ラグシア新皇国
『氷砦』の主舞台で、かつての十六都市国家評議会を構成していたフォーラ地方のラグシアとフレイス地方のエクサージュの後継国家。
もともとラグシア人はフォーラの土着民ではなく、エクサージュからの移民が起源とされる。ラグシアはエクサージュ王家の分家が統治していたが、宝珠戦争末期、時のラグシア王マリウス（『氷砦』のヒロインNPC・サーディの子）が、リーン地方のラファライドでの会戦にて、宝珠封印を進める神官サライ（『氷砦』のPC）を討伐寸前で見逃した責任を問われて処刑されたため王家は断絶した。エクサージュも『闇砦』にて暗黒破壊神バラーの攻撃を受け、名所だったコロシアムを残して壊滅。辛うじて生き残ったエクサージュ王家本家は「大破局」で南北に分断されたフォーラの岩塞都市ルイダスの南部に移住した。
『氷砦』の時点で既にフォーラ最強の軍隊を有しており、本リプレイでも女帝ルシア自らが率いる騎士団が「魔の森」焼却のため出動することになる。

クリーチャーホール
世界の各地に存在する八つの巨穴。宝珠戦争の終結と属性魔法の消滅と時を同じくして突如出現し、「大破局」の一因となった。穴の中は冥界とつながっており、冥魔をはじめとする魔物たちが無数に這い出てくることからこう呼ばれている。クリーチャーホールからは魔物が出てくるだけでなく冥界の瘴気が常に漏れ出しており、人間の住む世界を汚染しつつある。

魔の森
フォーラ地方はかつては自然の恵みの豊かな地方であったが、森の奥に9つ目のクリーチャーホールが開いたことで冥界の瘴気が森にたまり、森は「魔の森」へと変貌してしまった。魔の森は拡大をつづけ人里を飲み込み、今やフォーラ全域をも飲み込もうとする勢いである。魔の森への対策の方針の違いで、グリューナとラグシアは対立をすることになる。
実は、フォーラの森はクリーチャーホールから湧き出る瘴気を閉じ込める防波堤の機能を持っている。魔の森の拡大を放置しても大変なことになるが、森を焼き払ってしまうと、森で抑えられていた瘴気が世界中に拡散して破滅的な事態を招いてしまう。グリューナ王がルシアの要求を拒んでいたのは、王がこの事実を知っていたためである。終盤、グリューナ王の懸念は的中し、ルシアによる森の焼却計画が引き金となって冥界の瘴気が活性化し、封印されていた魔王エンディヴィエの「翼」がクリーチャーホールより出現した。

蒼き弓
グリューナの森にある「禁断の地」の祠の中に安置されている天界の武具。森の守護天使ラプンツェルの加護をもつ弓である。グリューナ王によってこれを回収することを命じられたPC一行は弓の番人であるスピリット・オブ・ナイトと死闘の上、勝利する。
このときにスピリット・オブ・ナイトが語ったことによると、蒼き弓はクリーチャーホールの拡大を封じている閂のようなものであり、これを持ち帰るとクリーチャーホールが活性化するということであったのだが、その時点ではグリューナ王は弓を回収した真意については語ろうとしなかった。リプレイ中盤以降はティエルのメイン武器になる。
グリューナ王がクリーチャーホール拡大の危険を冒してまで蒼き弓を回収したのは、ヒュウガの魔王への覚醒の時期が近いと予想した事と、ファラウスがヒュウガを覚醒させるべく動き出したためである。かつて魔王エンディヴィエを砕いた七つの天使武器の一つである「蒼き弓」ならば、魔王の復活を阻止できると踏んだ。そして、王の目論見どおり、蒼き弓に眠るラプンツェルの力はティエルを拠り代として覚醒を始めることになる。

「星降る夜の王」エンディヴィエ
古代文明時期に地上に現れたラース＝フェリア史上最凶最悪の魔王。このときは守護天使たちによって肉体を5つに分断されて封印されて世界の破壊は避けられたが、世界中にクリーチャーホールが開いた影響で、この魔王が復活をとげるという予言がラース＝フェリアにもたらされている。各国は魔王の出現に対応するために秘密裏に準備を行っており、グリューナもその例外ではない。
今作では封印されていた魔王のパーツの一つのうちの「翼」が登場する。
肉体は5つに分けられ封印されたが、魂だけは物理的な封印ができなかったため、人間の魂の中に封印された。魔王を封印する役目を持つこの魂は転生を繰り返しており、七紋章紀初頭＝現代にその魂を持って現れたのがヒュウガ＝アライアスである。

フォーラの森砦
ラース＝フェリアに存在する古代の「七つの砦」の一つ。魔力を凝縮できる効果があり、強大な儀式魔法を使う時に良く使われる。本作では砦に取り付いた魔王エンディヴィエの「翼」が魔力を吸い上げ復活を遂げ、冥魔を伴ってラグシアの騎士団に襲いかかるという演出にのみ使われており、砦シリーズリプレイの中でも最も存在感の薄い砦になってしまっている。

## 『セブン＝フォートレス EX』との関係
『フォーラの森砦』は単体の作品として見た場合は若干消化不良な部分が残る物語である。最終回間際でいくつもの伏線が突如ばらまかれ、今後更なる大事件が起こる予兆を語りながらも、それらを解決せずに物語は終了している。いわば、連載漫画の打ち切りに近い終わり方になっているともいえる。
この背景にはサプリメント『セブン＝フォートレス EX』の存在がある。#概要でも触れた通り、このリプレイは、セッションの進行中に「（『闇砦』の反動としての）ダンジョン攻略中心のストレートな冒険物語」から「『EX』で描かれる物語のプレストーリー」へと方向が転換された。そのため、『森砦』は更なる大事件の予感を提示する形で終わらせている。ティエル、ヒュウガたち『森砦』のPCは前座に過ぎず、これから起こる大事件を解決するのはあくまで『EX』をこれから遊ぶ全国のユーザーのPCたち。
『森砦』本編でも最終話「光と闇の向こう側で」にあたるセッションでは『EX』の拡張ルールが適用されており、最終話だけPCたちの能力がインフレ気味になっている。
連載終了後に後日談として『宝玉の七勇者』というリプレイが単行本版書き下ろしとして掲載された。こちらは『セブン＝フォートレス EX』を完全な形で使用したリプレイになっており、EXの物語に関係するネタも『森砦』以上に頻出する。

## 作品一覧
- フォーラの森砦 （ISBN 4-907792-32-8 / B5判サプリメント / ゲーム･フィールド）
  - 2002年発売。リプレイ本編に加えて、後日談リプレイ『宝玉の七勇者』を収録。2011年現在絶版。
- フォーラの森砦 V3 (上・下) （ISBN 4-7577-2102-1 (上)・ISBN 4-7577-2103-X (下) / ファミ通文庫 / エンターブレイン）
  - 2004年発売。上記ゲーム･フィールド版の文庫化。『宝玉の七勇者』と、同リプレイに参加した田中天と菊池たけしの対談を収録。2011年現在絶版。